# Pleurotus purpureo-olivaceus
Pleurotus purpureo-olivaceus là một loài fungus bản địa Australia và New Zealand. Loài này được tìm thấy ở trên thân cây mục Nothofagus. Mặc dù về mặt hình thái học tương tự một số loài nấm Pleurotus, loài này đã chứng tỏ riêng biệt và không có khat năng lai và loại bỏ phylogenetically từ các loài khác của Pleurotus.